# Sindaci di Francoforte sul Meno
Di seguito l'elenco cronologico dei sindaci di Francoforte sul Meno e delle altre figure apicali equivalenti che si sono succedute nel corso della storia.

## Regno di Prussia (1866-1871)
| Daniel Heinrich Mumm von Schwarzenstein | 27 febbraio 1868 | 1871 |

## Impero Tedesco (1871-1918)
| Sindaci (Oberbürgermeister) (1871-1886) | Sindaci (Oberbürgermeister) (1871-1886) | Sindaci (Oberbürgermeister) (1871-1886) | Sindaci (Oberbürgermeister) (1871-1886) | Sindaci (Oberbürgermeister) (1871-1886) |
| Nominativo                              | Partito                                 | Partito                                 | Mandato                                 | Mandato                                 |
| Nominativo                              | Partito                                 | Partito                                 | Inizio                                  | Fine                                    |
| --------------------------------------- | --------------------------------------- | --------------------------------------- | --------------------------------------- | --------------------------------------- |
| Daniel Heinrich Mumm von Schwarzenstein | –                                       | –                                       | 1871                                    | 26 febbraio 1880                        |
| Johannes Miquel                         |                                         | Partito Nazionale Liberale              | 26 febbraio 1880                        | 26 giugno 1890                          |
| Franz Adickes                           | –                                       | –                                       | 11 gennaio 1891                         | 30 settembre 1912                       |
| Georg Voigt                             |                                         | Partito Democratico Tedesco             | 1º ottobre 1912                         | 1918                                    |

## Repubblica di Weimar (1918-1933)
| Sindaci (Oberbürgermeister) (1918-1933) | Sindaci (Oberbürgermeister) (1918-1933) | Sindaci (Oberbürgermeister) (1918-1933) | Sindaci (Oberbürgermeister) (1918-1933) | Sindaci (Oberbürgermeister) (1918-1933) |
| Nominativo                              | Partito                                 | Partito                                 | Mandato                                 | Mandato                                 |
| Nominativo                              | Partito                                 | Partito                                 | Inizio                                  | Fine                                    |
| --------------------------------------- | --------------------------------------- | --------------------------------------- | --------------------------------------- | --------------------------------------- |
| Georg Voigt                             |                                         | Partito Democratico Tedesco             | 1918                                    | 2 ottobre 1924                          |
| Ludwig Landmann                         |                                         | Partito Democratico Tedesco             | 2 ottobre 1924                          | 12 marzo 1933                           |

## Germania nazista (1933-1945)
| Sindaci (Oberbürgermeister) nominati dal governo (1933-1945) | Sindaci (Oberbürgermeister) nominati dal governo (1933-1945) | Sindaci (Oberbürgermeister) nominati dal governo (1933-1945) | Sindaci (Oberbürgermeister) nominati dal governo (1933-1945) | Sindaci (Oberbürgermeister) nominati dal governo (1933-1945) |
| Nominativo                                                   | Partito                                                      | Partito                                                      | Mandato                                                      | Mandato                                                      |
| Nominativo                                                   | Partito                                                      | Partito                                                      | Inizio                                                       | Fine                                                         |
| ------------------------------------------------------------ | ------------------------------------------------------------ | ------------------------------------------------------------ | ------------------------------------------------------------ | ------------------------------------------------------------ |
| Friedrich Krebs                                              |                                                              | Partito Nazionalsocialista Tedesco dei Lavoratori            | 13 marzo 1933                                                | 28 marzo 1945                                                |

## Zona di occupazione statunitense (1945-1949)
| Sindaci (Oberbürgermeister) nominati dal comando di occupazione statunitense (1945-1956) | Sindaci (Oberbürgermeister) nominati dal comando di occupazione statunitense (1945-1956) | Sindaci (Oberbürgermeister) nominati dal comando di occupazione statunitense (1945-1956) | Sindaci (Oberbürgermeister) nominati dal comando di occupazione statunitense (1945-1956) | Sindaci (Oberbürgermeister) nominati dal comando di occupazione statunitense (1945-1956) | Sindaci (Oberbürgermeister) nominati dal comando di occupazione statunitense (1945-1956) | Sindaci (Oberbürgermeister) nominati dal comando di occupazione statunitense (1945-1956) |
| Nominativo                                                                               | Partito                                                                                  | Partito                                                                                  | Mandato                                                                                  | Mandato                                                                                  |                                                                                          |                                                                                          |
| Nominativo                                                                               | Partito                                                                                  | Partito                                                                                  | Inizio                                                                                   | Fine                                                                                     |                                                                                          |                                                                                          |
| ---------------------------------------------------------------------------------------- | ---------------------------------------------------------------------------------------- | ---------------------------------------------------------------------------------------- | ---------------------------------------------------------------------------------------- | ---------------------------------------------------------------------------------------- | ---------------------------------------------------------------------------------------- | ---------------------------------------------------------------------------------------- |
| Wilhelm Hollbach                                                                         | –                                                                                        | –                                                                                        | 28 marzo 1945                                                                            | 4 luglio 1945                                                                            |                                                                                          |                                                                                          |
| Kurt Blaum                                                                               |                                                                                          | Unione Cristiano-Democratica di Germania                                                 | 4 luglio 1945                                                                            | 31 luglio 1946                                                                           |                                                                                          |                                                                                          |
| Sindaci (Oberbürgermeister) eletti dal Consiglio cittadino (1945-1997)                   |                                                                                          |                                                                                          |                                                                                          |                                                                                          |                                                                                          |                                                                                          |
| Nominativo                                                                               | Partito                                                                                  | Partito                                                                                  | Mandato                                                                                  | Mandato                                                                                  |                                                                                          |                                                                                          |
| Nominativo                                                                               | Partito                                                                                  | Partito                                                                                  | Inizio                                                                                   | Fine                                                                                     |                                                                                          |                                                                                          |
| Walter Kolb                                                                              |                                                                                          | Partito Socialdemocratico di Germania                                                    | 1º agosto 1946                                                                           | 1949                                                                                     |                                                                                          |                                                                                          |

## Repubblica Federale di Germania (dal 1949)
| Sindaci (Oberbürgermeister) eletti dal Consiglio cittadino (1949-1995)   | Sindaci (Oberbürgermeister) eletti dal Consiglio cittadino (1949-1995) | Sindaci (Oberbürgermeister) eletti dal Consiglio cittadino (1949-1995) | Sindaci (Oberbürgermeister) eletti dal Consiglio cittadino (1949-1995) | Sindaci (Oberbürgermeister) eletti dal Consiglio cittadino (1949-1995) | Sindaci (Oberbürgermeister) eletti dal Consiglio cittadino (1949-1995) | Sindaci (Oberbürgermeister) eletti dal Consiglio cittadino (1949-1995) |
| Nominativo                                                               | Partito                                                                | Partito                                                                | Mandato                                                                | Mandato                                                                | Elezione                                                               |                                                                        |
| Nominativo                                                               | Partito                                                                | Partito                                                                | Inizio                                                                 | Fine                                                                   | Elezione                                                               |                                                                        |
| ------------------------------------------------------------------------ | ---------------------------------------------------------------------- | ---------------------------------------------------------------------- | ---------------------------------------------------------------------- | ---------------------------------------------------------------------- | ---------------------------------------------------------------------- | ---------------------------------------------------------------------- |
| Walter Kolb                                                              |                                                                        | Partito Socialdemocratico di Germania                                  | 1949                                                                   | 20 settembre 1956                                                      | ?                                                                      |                                                                        |
| Werner Bockelmann                                                        |                                                                        | Partito Socialdemocratico di Germania                                  | 4 aprile 1957                                                          | 30 giugno 1964                                                         | ?                                                                      |                                                                        |
| Willi Brundert                                                           |                                                                        | Partito Socialdemocratico di Germania                                  | 27 agosto 1964                                                         | 7 maggio 1970                                                          | ?                                                                      |                                                                        |
| Walter Möller                                                            |                                                                        | Partito Socialdemocratico di Germania                                  | 9 luglio 1970                                                          | 17 novembre 1971                                                       | ?                                                                      |                                                                        |
| Rudi Arndt                                                               |                                                                        | Partito Socialdemocratico di Germania                                  | 6 aprile 1972                                                          | 15 giugno 1977                                                         | ?                                                                      |                                                                        |
| Walter Wallmann                                                          |                                                                        | Unione Cristiano-Democratica di Germania                               | 15 giugno 1977                                                         | 6 giugno 1986                                                          | ?                                                                      |                                                                        |
| Wolfram Brück                                                            |                                                                        | Unione Cristiano-Democratica di Germania                               | 14 agosto 1986                                                         | 22 maggio 1989                                                         | ?                                                                      |                                                                        |
| Volker Hauff                                                             |                                                                        | Partito Socialdemocratico di Germania                                  | 15 giugno 1989                                                         | 11 marzo 1991                                                          | ?                                                                      |                                                                        |
| Andreas von Schoeler                                                     |                                                                        | Partito Socialdemocratico di Germania                                  | 8 maggio 1991                                                          | 19 aprile 1995                                                         | ?                                                                      |                                                                        |
| Sindaci (Oberbürgermeister) eletti direttamente dai cittadini (dal 1995) |                                                                        |                                                                        |                                                                        |                                                                        |                                                                        |                                                                        |
| Nominativo                                                               | Partito                                                                | Partito                                                                | Mandato                                                                | Mandato                                                                | Elezione                                                               |                                                                        |
| Nominativo                                                               | Partito                                                                | Partito                                                                | Inizio                                                                 | Fine                                                                   | Elezione                                                               |                                                                        |
| Petra Roth                                                               |                                                                        | Unione Cristiano-Democratica di Germania                               | 5 luglio 1995                                                          | 30 giugno 2012                                                         | Elezione 1995                                                          |                                                                        |
| Petra Roth                                                               | Elezione 2001                                                          | Unione Cristiano-Democratica di Germania                               | 5 luglio 1995                                                          | 30 giugno 2012                                                         |                                                                        |                                                                        |
| Petra Roth                                                               | Elezione 2007                                                          | Unione Cristiano-Democratica di Germania                               | 5 luglio 1995                                                          | 30 giugno 2012                                                         |                                                                        |                                                                        |
| Peter Feldmann                                                           |                                                                        | Partito Socialdemocratico di Germania                                  | 1º luglio 2012                                                         | 10 maggio 2023                                                         | Elezione 2012                                                          |                                                                        |
| Peter Feldmann                                                           | Elezione 2018                                                          | Partito Socialdemocratico di Germania                                  | 1º luglio 2012                                                         | 10 maggio 2023                                                         |                                                                        |                                                                        |
| Mike Josef                                                               |                                                                        | Partito Socialdemocratico di Germania                                  | 11 maggio 2023                                                         | in carica                                                              | Elezione 2023                                                          |                                                                        |